# Karel Hradil
Karel Hradil (2. července 1910 Ludslavice – 9. září 1979) byl český (resp. moravský) sbormistr a pedagog.

## Život a dílo
Na brněnské konzervatoři vystudoval nejprve varhanní hru (1928–1932), po absolvování vojenské služby pak skladu a dirigování (1934–1936). Od roku 1936 se stal ředitelem kúru a varhaníkem k kostele sv. Cyrila a Metoděje v Brně-Židenicích. Tuto funkci vykonával do roku 1945, poté v téže funkci pokračoval v brněnském kostele svatého Jakuba. V letech 1947–1950 byl sbormistrem pěveckého sboru OPUS. V roce 1951 založil při Okresním národním výboru Brno-venkov mužský pěvecký sbor, který o rok později reorganizoval v Brněnské pěvecké sdružení Foerster. Ten vedl až do své smrti. V roce 1955 založil Ženské pěvecké sdružení Krásnohorská. Jeho dirigentem byl do roku 1968. V dalších letech dirigoval i smíšený sbor RASTISLAV v Blansku.
Působil rovněž jako pedagog – v brněnské konzervatoři, řídil varhanický kurs Jednoty na zvelebení církevní hudby na Moravě, byl učitelem na Hudební škole Jaroslava Kvapila.

## Ocenění
Na jeho počest byla pojmenována jedna z nejstarších ulic brněnské městské části Židenice.